# 1932年ロサンゼルスオリンピックのオランダ選手団
1932年ロサンゼルスオリンピックのオランダ選手団（1932ねんロサンゼルスオリンピックのオランダせんしゅだん）は、1932年7月30日から8月14日にかけてアメリカ合衆国のロサンゼルスで開催された1932年ロサンゼルスオリンピックのオランダ選手団、およびその競技結果。

## 概要
今大会は金メダル2個、銀メダル5個、合計7個のメダルを獲得した。

## メダル
| メダル | 選手名                                                                                   | 競技       | 種目                      |
| ------ | ---------------------------------------------------------------------------------------- | ---------- | ------------------------- |
| 金     | シャルル・パユ・デ・モルタンジュ                                                         | 馬術       | 総合馬術個人              |
| 金     | ヤコブス・ファン・エフモント                                                             | 自転車     | 男子スプリント            |
| 銀     | ヤコブス・ファン・エフモント                                                             | 自転車     | 男子1000mタイムトライアル |
| 銀     | ビリー・デンオーデン                                                                     | 競泳       | 女子100m自由形            |
| 銀     | アールノウト・ファン・レネップ カレル・シュンメルケテル シャルル・パユ・デ・モルタンジュ | 馬術       | 総合馬術団体              |
| 銀     | コリー・ラデ ウィリー・デン・オウデンパックオーバースロート マリア・ヴィエルダグ         | 競泳       | 女子4 x 100m自由形リレー  |
| 銀     | ボブ・マース                                                                             | セーリング | スノーバード              |